# Alberto Picco stadion

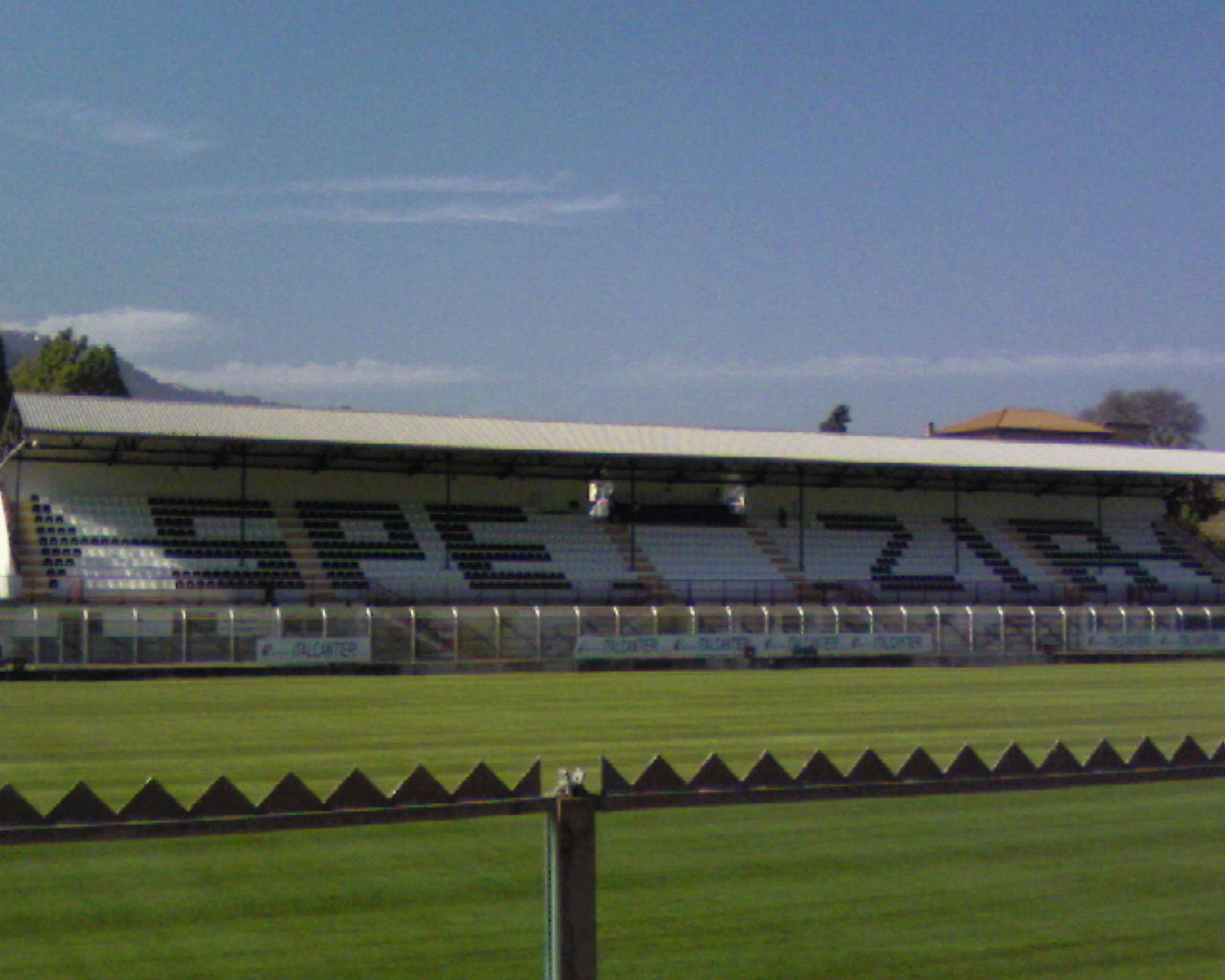
A Stadion Alberto Picco tribünje

A Stadio Alberto Picco egy labdarúgó stadion La Spezia városában, Olaszországban. Ez a stadion ad otthont a Spezia Calcio 1906 csapatának 1919 óta. A stadion befogadóképessége 10 336 fő. A pályája füves, 100x65 m-es.

## További információ
- Footballfans.eu
- A Spezia Calcio hivatalos oldala